# Cisneros Media
Cisneros Media (abreviado como CM, también conocida como Venevisión Internacional) es una compañía de entretenimiento venezolana-estadounidense de habla hispana que funciona como división de negocios de la Organización Cisneros con más de 46 años de experiencia que incorpora empresas de televisión abierta, televisión paga, producción, programación, distribución de contenidos, música y certámenes de belleza, realizados tanto por Cisneros (cuya empresa es propietaria de Venevisión International), como también de productores independientes.
La empresa abrió sus puertas en 1970, y tiene su sede principal en Miami, Florida (Estados Unidos), y cuenta con oficinas en Caracas (Venezuela). También se denomina Venevisión International.

## Historia

### Fundación
Nació como una empresa de distribución de la Organización Cisneros, que luego se convertiría en una compañía de producción y distribución de entretenimiento a nivel mundial, durante más de 25 años se denominaba Venevisión International.
La empresa abrió puertas en 1970 bajo el nombre de Teverama Florida junto con Radio Caracas Televisión (RCTV), como distribuidores de programación venezolana en el exterior.
A la separación de RCTV (que formó Coral Pictures, ahora denominada como RCTV Internacional Corporation) en 1982 pasó a llamarse Televisión Latina Inc

### Televisión Latina Inc. (1982-1989)
En este periodo se dieron a conocer a nivel mundial las producciones de la llamada época de oro de la televisión venezolana, en especial exitosas telenovelas como La Bruja, La heredera, María Fernanda, Las Amazonas, entre otras.

### Venevisión Internacional (1989-2013)
La empresa fue organizada y renombrada en 1989 como Venevisión International. Con una presencia en cinco continentes y de más de 70 países, los programas se han comercializado en Latinoamérica, Europa y el resto del mundo. Sus telenovelas y producciones han llegado a más de 100 países y han sido traducidas a 24 idiomas. En este género la empresa lanzó en 1998 la telenovela La mujer de mi vida.
En el control de canales de televisión propios a nivel internacional, se inaugura el 28 de agosto del 2000 el canal Venevisión Continental. Para el 15 de julio del 2008 se renombrar a Venevisión Continental como Novelísima. Posteriormente se lanzaron versiones locales de Novelísima, en 2010 se lanza Venevisión Plus Dominicana, para República Dominicana,  y en 2012, VmasTV, para Colombia. Desde el miércoles 18 de julio del 2012 los canales Novelísima y Venevisión Plus Dominicana fusionaron su señal para transformarse a Ve Plus TV. El canal tendría la misma programación que su antecesor, solo que ya no estaría tan enfoca en las telenovelas.
Mantuvieron acuerdos de intercambio y venta de programación con China y Corea, donde las telenovelas han tenido gran aceptación, al igual que con la mayor cadena hispana, Univisión y UniMás. Anteriormente tenía asociación en sus producciones con Fonovideo Productions, hasta 2004 cuando este fue vendido.
En producción de televisión la empresa fue pionera en instalar operaciones de producción de televisión en español independientes en la ciudad de Miami y una de las principales empresas en este segmento de la industria. Asimismo, desde 1998 ha realizado coproducciones con compañías de América Latina y los Estados Unidos así como con la empresa de televisión china CCTV, con quienes coproduce una versión en español del documental del río Yang-Tze.
Cuando se llamaba Venevisión International fundó en los Estados Unidos la primera distribuidora exclusiva de cine en español, con lanzamientos a niveles de salas de cine, pay-per-view, televisión paga, home video, la industria de hospitalidad (hoteles y turismo) e Internet. Forma parte de las empresas que han renovado la presencia del cine latino en el mercado norteamericano con el nuevo interés despertado por el crecimiento de la comunidad hispana en ese país.
En el área de entretenimiento celular la empresa opera LatCel, una compañía de producción y distribución de contenidos de telefonía móvil en el mercado hispano de los Estados Unidos y VeneMobile, una división que permite ofrecer contenidos de la Organización Cisneros a través de telefonía móvil en todo el mundo.
También han participado en el negocio de formatos de televisión a través de una alianza con la compañía española Nostromo, vía internet con Novulu, y en la producción de obras teatrales en la ciudad de Miami, donde incluso tuvo su propia sala (Teatro de Venevisión International) desde el año 2001 y hasta el 2005.

### Cisneros Media (2014-presente)
El 28 de octubre de 2013, la Organización Cisneros relanzó la marca Venevisión International con el nombre de Cisneros Media, como parte de un re-estructuramiento del Grupo Cisneros, siendo un división que se encargaría del control de los servicios de entretenimiento:
- Venevisión: canal de televisión líder de Venezuela.
- Ve Plus TV: canal de televisión internacional.
- Glitz: canal de variedades y telenovelas. (Cesado el 29 de febrero del 2024)
- Organización Miss Venezuela: plataforma de producción dirigida al público femenino
- Cisneros Media Distribution: distribuidor global de contenido de entretenimiento.
- Cisneros Studios: productor independiente de programación en español en los Estados Unidos.
- Venevisión International Productions: productor de programación en español de Venevisión.

Aunque estos cambios fueron anunciados propiamente mediante su preventa en 2014. De igual manera Jonathan Blum es designado Presidente de Cisneros Media.

## Personas clave
Adriana Cisneros, hija del Director Ejecutivo de la Organización Cisneros, Gustavo Cisneros, ejerce el cargo de CEO de Cisneros Media.
Como empresa distribuidora de programación de televisión es una de las dos mayores de habla hispana. Su catálogo de programación es diverso en géneros y la empresa es reconocida por su historia y experiencia en el manejo de la telenovela, el género televisivo original de Latinoamérica de mayor reconocimiento en los mercados internacionales. Tiene hoy día divisiones operativas en el negocio de la distribución de música, películas, telenovelas, producción de televisión, televisión paga, programas originales y musicales así como contenidos para telefonía celular y de Internet y de integración de productos.
Para 2014, Cisneros Media se asocia con Turner Broadcasting System, adquiriendo así programas de Cisneros Media Distribution para el canal Glitz*, y parte del control del mismo. En abril del mismo año Azteca y Cisneros Media Distribution crean canal Romanza+África. En diciembre del mismo año la empresa re-nombra sus instalaciones en Miami de Venevisión Studios a Cisneros Studios.
En 2015 se asocia con Estrella TV, para la distribuir los contenidos televisivos del canal y emitir contenidos de la compañía, y Telemundo para la coproducción de un programa llamado Ya era hora. En septiembre del mismo año el estudio de doblaje The Kitchen realiza una alianza estratégica para ofrecer servicios especializados de doblaje en los mercados de habla hispana.
El 1 de mayo de 2016 la empresa decide unificar VmasTV con Ve Plus TV, primero pasándolo a llamar Ve Plus TV Colombia, pero 29 de julio de 2016, las emisiones del canal, a dos meses de su renombre, cesaron sus transmisiones para solo emitir la señal internacional, pero a su vez, se anunciaría el lanzamiento de una señal en HDTV. Igualmente para mayo del mismo año se anunció la firma de un acuerdo de representación con la productora independiente brasileña Medialand, para comercializar contenidos en el mercado internacional.
El 8 de febrero de 2017 lanza Venevision USA, una señal local para Estados Unidos del canal Venevisión. Desde el 8 de marzo de 2017, la compañía simplifica el nombre de su canal internacional a «Ve Plus», junto con una nueva imagen corporativa.

## Empresas de Cisneros Media Distribution

### Venevisión International TV Distribution
Venevisión International es una de las empresas más grandes de distribución de programación televisiva en Iberoamérica, y cuenta con el catálogo más extenso y actualizado de programación original de televisión y formatos en la región.
El catálogo incluye géneros populares como telenovelas (hispanas, venezolanas, dominicanas, peruanas, colombianas, brasileñas), largometrajes (de Hollywood, españoles y latinoamericanos), musicales, comedias, juegos y talk shows, programación infantil y documentales.
VVI promueve sus programas a través de los mercados internacionales de la industria, mercadeo televisivo, tours de personalidades, eventos para la prensa y presentaciones especiales.
Con presencia en cinco continentes y más de 90 países, la programación de Venevisión International es un éxito comprobado no solo en Latinoamérica, España y Portugal sino también alrededor del mundo.

### Venevisión International Pay TV
VVI Pay TV desarrolla canales en español para transmisiones por cable y satélite. La división del canal ViendoMovies es el primero en Estados Unidos en ofrecer películas contemporáneas en español a toda hora.

### Venevisión International Film Distribution
Es la división de películas de VVI ha sido pionera en la distribución y mercadeo de películas en español a través de una serie de ventanas como pay-per-view, video-on-demand, banda ancha de Internet, sistemas hoteleros y de aerolíneas, y DVD. Esta división también edita recopilaciones de telenovelas y otros programas de televisión en DVD.

### Venevisión International Productions
Es la productora de programación de Venevisión International genera igualmente producciones de diversos géneros (comedias, infantiles, juveniles, talk-shows, musicales, de opinión) con instalaciones propias en Miami y con asociados regionales. La compañía también desarrolla formatos para programas de televisión.

### Venevisión International Publishing
Venevisión International Publishing protege y administra los derechos de propiedad intelectual de música y producciones de la Organización Cisneros.

## Filiales
- Venevisión
- Venevisión+Plus
- Venevisión USA
- Ve Plus
- Miss Venezuela
- Organización Miss Venezuela
- Cisneros Studios
- VmasTV
- ViendoMovies
- VeneMusic
- Siente Music
- Americatel
- Venus
- RedMas
- VeneMobile
- Latcel

## Caricaturas
- Zoofari
- Bitz & Bob
- The Strange Chores
- Kingdom Force
- Love Monster
- Remy & Boo
- Dino Ranch
- Zumbar
- Dino Pops